# Bleekpootzanger
De bleekpootzanger (Myiothlypis signata; synoniem: Basileuterus signatus) is een zangvogel uit de familie Parulidae (Amerikaanse zangers).

## Verspreiding en leefgebied
Deze soort telt 2 ondersoorten:
- M. s. signata: het zuidelijke deel van Centraal-Peru.
- M. s. flavovirens: zuidelijk Peru, Bolivia en noordelijk Argentinië.